# Äkta benfiskar
Äkta benfiskar (Teleostei) är en av tre infraklasser som utgör underklassen strålfeniga fiskar (Actinopterygii). Infraklassen utvecklades under trias och omfattar de flesta av alla fiskar: cirka 20 000 arter i 40 ordningar.
Infraklassen omfattar följande överordningar:
- Osteoglossomorpha
- Elopomorpha
- Clupeomorpha
- Ostariophysi
- Protacanthopterygii
- Stenopterygii
- Cyclosquamata
- Scopelomorpha
- Lampridiomorpha
- Polymyxiomorpha
- Paracanthopterygii
- Acanthopterygii